# Andrés Chávez
Andrés Eliseo Chávez, né le 21 mars 1991 à Salto, est un footballeur argentin.

## Club
| Club         | Pays      | Saisons     |
| ------------ | --------- | ----------- |
| Banfield     | Argentine | 2011 - 2013 |
| Boca Juniors | Argentine | 2014 -      |

## Palmarès
- Avec Banfield :
  - Champion d'Argentine D2 en 2014
- Avec CA Boca Juniors :
  - Championnat d'Argentine en 2015